# Papieska elekcja 1187 (Klemens III)
Papieska elekcja 19 grudnia 1187 – odbyła się po krótkim pontyfikacie Grzegorza VIII. W jej wyniku papieżem został Klemens III z rzymskiego rodu Scolari.

## Lista elektorów
Grzegorz VIII zmarł 17 grudnia 1187 roku w Pizie po zaledwie dwumiesięcznym pontyfikacie. Na podstawie dostępnych danych najbardziej prawdopodobne wydaje się, że Święte Kolegium liczyło wówczas 21 kardynałów, z czego 9 było obecnych w Pizie przy śmierci Grzegorza VIII:
- Paolo Scolari (nominacja kardynalska: 22 września 1179) – kardynał biskup Palestriny; archiprezbiter bazyliki liberiańskiej
- Thibaud de Vermandois OSBCluny (1184) – kardynał biskup Ostia e Velletri
- Laborans de Panormo (22 września 1173) – kardynał prezbiter S. Maria in Trastevere
- Melior OSBVall (16 marca 1185) – kardynał prezbiter Ss. Giovanni e Paolo; kamerling Świętego Kościoła Rzymskiego
- Giacinto Bobone (23 grudnia 1144) – kardynał diakon S. Maria in Cosmedin; protodiakon Świętego Kolegium Kardynałów
- Graziano da Pisa (23 września 1178) – kardynał diakon Ss. Cosma e Damiani
- Ottaviano di Paoli (18 grudnia 1182) – kardynał diakon Ss. Sergio e Bacco
- Pietro Diana (16 marca 1185) – kardynał diakon S. Nicola in Carcere
- Radulf Nigellus (16 marca 1185) – kardynał diakon S. Giorgio in Velabro

Pięciu elektorów było nominatami Lucjusza III, trzech Aleksandra III, a jeden Lucjusza II.

### Nieobecni
Jedenastu kardynałów było nieobecnych w Pizie:
- Konrad von Wittelsbach CanReg (18 grudnia 1165) – kardynał biskup Sabiny; prymas Świętego Kolegium Kardynałów; arcybiskup Moguncji i arcykanclerz Niemiec
- Henri de Marsiac OCist (marzec 1179) – kardynał biskup Albano; legat papieski w Niemczech
- Giovanni Conti da Anagni (20 grudnia 1158) – kardynał prezbiter S. Marco; protoprezbiter Świętego Kolegium Kardynałów
- Guillaume de Champagne (marzec 1179) – kardynał prezbiter S. Sabina; arcybiskup Reims; legat papieski we Francji; przewodniczący Rady Królewskiej Francji
- Ruggiero di San Severino OSB (1180) – kardynał prezbiter S. Eusebio; arcybiskup Benewentu
- Pandolfo Roberti CanReg (18 grudnia 1182) – kardynał prezbiter Ss. XII Apostoli; kanonik kapituły w Lukce
- Albino CanReg (18 grudnia 1182) – kardynał prezbiter S. Croce in Gerusalemme; wikariusz Spoleto
- Adelardo Cattaneo (16 marca 1185) – kardynał prezbiter S. Marcello; legat papieski w Ligurii
- Bobo (18 grudnia 1182) – kardynał diakon S. Angelo in Pescheria; legat papieski we Francji
- Soffredo CanReg (18 grudnia 1182) – kardynał diakon S. Maria in Via Lata; legat papieski we Francji
- Gerardo CanReg (18 grudnia 1182) – kardynał diakon S. Adriano; wikariusz Rzymu

Sześciu nieobecnych mianował Lucjusz III, trzech Aleksander III a jednego Adrian IV.

### Zmarły w trakcie sediswakancji
- Rolando (16 marca 1185) – kardynał diakon S. Maria in Portico (zmarł 18 grudnia 1187, prawdopodobnie w Weronie)

## Wybór Klemensa III
Kardynałowie obecni w Pizie zebrali się dwa dni po śmierci Grzegorza VIII by dokonać wyboru jego następcy. W pierwszym głosowaniu kardynał Thibaud z Ostii został wybrany, ale odmówił. W drugim podejściu 19 grudnia 1187  jednomyślnie wybrano sędziwego rzymskiego kardynała Paolo Scolari. Mimo złego stanu zdrowia przyjął on wybór i przybrał imię Klemens III. 7 stycznia 1188 roku został koronowany w pizańskiej katedrze.

## Uzupełniające źródła internetowe
- Jaffé Philipp, Regesta pontificum Romanorum ab condita Ecclesia ad annum post Christum natum MCXCVIII, Vol. II, Lipsk 1888